# 교황 요한 18세
교황 요한 18세(라틴어: Ioannes PP. XVIII, 이탈리아어: Papa Giovanni XVIII)는 제141대 교황(재위: 1004년 1월 - 1009년 7월)이다. 본명은 파사니우스(Fasanius)이다. 로마 사제 레오의 아들로서, 아스콜리피체노 인근의 라파냐노에서 태어났다.
그는 교황으로 재임한 동안 사실상 로마의 지배자이자 크레센티 가문의 수장인 요한 크레센티우스의 영향 아래 있었다고 전해진다.
요한 18세가 재임한 당시에는 신성 로마 제국의 오토 3세가 사망한 후, 1002년 스스로 이탈리아의 왕이라고 자처한 이브레아의 아르두인과 하인리히 2세 황제 사이에 끊임없는 충돌이 발생하여 정세가 혼란스러웠다. 로마에서는 전염병이 퍼져 사회 질서가 무너졌으며, 사라센족은 시칠리아 토후국을 벗어나 티레니아해 인근을 침략해 쑥대밭으로 만들었다.
교황으로서 요한 18세는 주로 교회 행정 업무를 처리하는데 시간을 보냈다. 그는 밤베르크에 새 교구를 신설하는 것을 허락하여, 하인리히 2세의 골칫거리였던 슬라브족에게 복음을 전할 전초기지 역할을 하도록 했다. 또한 그는 플뢰리 수도원의 아빠스와 상스 및 오를레앙의 주교들 사이에 벌어진 분쟁을 중재하기도 하였다.
말년에 그는 교황직을 사임하고 수도원에 들어가서 얼마 후에 선종했다고 전해진다. 그의 뒤를 이어 교황 세르지오 4세가 선출되었다.